# کرکس (فیلم ۱۹۶۷)
کرکس (انگلیسی: The Vulture) فیلمی است که در سال ۱۹۶۷ منتشر شد. از بازیگران آن می‌توان به آکیم تامیروف و برودریک کرافورد اشاره کرد.